# Гавриил Качалин
Гавриил Качалин (на руски: Гавриил Качалин) е съветски футболист и треньор. Почетен майстор на спорта на СССР (1950 г.). Почетен треньор на СССР (1956 г.).

## Кариера
Като футболист Качалин играе за Динамо Москва между 1936 и 1942 г. В шампионата на СССР той има 36 мача. Шампион на СССР през 1937 г. и 1940 г. Носител на Купата на СССР от 1937 г.
Старши треньор е на националния отбор на СССР (1955-1958, 1960-1962, 1968-1970). Под ръководството на Качалин, СССР печели летните олимпийски игри през 1956 г. и става първият европейски шампион през 1960 г. Той ръководи националния отбор на световните първенства през 1958, 1962 и 1970 г.

## Памет
На 24 май 2012 г. на фасадата на дом 50 на „Фрунзенская“ в Москва, където Гавриил Качалин живее от 1957 г. до смъртта си през 1995 г., е монтирана паметна плоча.

## Отличия

### Отборни
Динамо Москва
- Съветска Висша лига: 1937, 1940
- Купа на СССР по футбол: 1937

### Треньор
СССР
- Летни олимпийски игри: 1956
- Европейско първенство по футбол: 1960